# Toma Manojlovski
Toma Manojlovski (Tetovo, ? – ?) jugoszláv-macedón nemzetközi labdarúgó-játékvezető.

## Pályafutása

### Nemzeti játékvezetés
Nemzeti labdarúgó-szövetségének megfelelő játékvezető bizottsága minősítése alapján lett az 1. Liga játékvezetője. Küldési gyakorlat szerint rendszeres partbírói szolgálatot végzett.

### Nemzeti kupamérkőzések
Vezetett kupadöntők száma: 1.

#### Jugoszláv Kupa
A jugoszláv JB elismerve szakmai felkészültségét megbízta a második döntő mérkőzés koordinálásával.
| Időpont         | Helyszín                       | Mérkőzés típusa        | Mérkőzés               | Eredmény | Nézők száma |
| --------------- | ------------------------------ | ---------------------- | ---------------------- | -------- | ----------- |
| 1979. május 24. | Crvena Zvezda Stadion, Belgrád | második döntő mérkőzés | FK Partizan–HNK Rijeka | 0 – 0    | 55 000      |

## Nemzetközi játékvezetés
A Jugoszláv labdarúgó-szövetség Játékvezető Bizottsága (JB) terjesztette fel nemzetközi játékvezetőnek, a Nemzetközi Labdarúgó-szövetség (FIFA) 1977-től tartotta nyilván bírói keretében. A jugoszláv nemzetközi játékvezetők rangsorában, a világbajnokság-Európa-bajnokság sorrendjében többedmagával a 16. helyet foglalja el 1 találkozó szolgálatával. Több nemzetek közötti válogatott, valamint UEFA-kupa klubmérkőzést vezetett, vagy működő társának partbíróként segített. A nemzetközi játékvezetéstől 1978-ban búcsúzott. Válogatott mérkőzéseinek száma: 2.

#### Labdarúgó-Európa-bajnokság
Az 1980-as labdarúgó-Európa-bajnokságra az UEFA JB játékvezetőként foglalkoztatta.
| Időpont           | Helyszín               | Mérkőzés típusa           | Mérkőzés          | Eredmény | Nézők száma |
| ----------------- | ---------------------- | ------------------------- | ----------------- | -------- | ----------- |
| 1979. március 18. | Atatürk Stadion, İzmir | előselejtező (7. csoport) | Törökország–Málta | 2 – 1    | 34 154      |

#### Balkán-kupa
1977/1980-as versenykiírásban bízta meg a szervező bizottság a találkozó irányításával.
| Időpont           | Helyszín                                  | Mérkőzés típusa        | Mérkőzés            | Eredmény | Nézők száma |
| ----------------- | ----------------------------------------- | ---------------------- | ------------------- | -------- | ----------- |
| 1978. március 22. | Jimnastik Kulübü İnönü Stadion, Isztambul | selejtező (1. csoport) | Törökország–Románia | 1 – 1    | 10 000      |